# هیمش‌هازا
هیمِش‌هازا (به مجاری:  Himesháza) یک منطقهٔ مسکونی در مجارستان است که در ناحیه موهاچ واقع شده‌است.